# Orocharis minutus
Orocharis minutus är en insektsart som beskrevs av Desutter-grandcolas 2003. Orocharis minutus ingår i släktet Orocharis och familjen syrsor. Inga underarter finns listade i Catalogue of Life.